# 3,5-二甲基苯硼酸
3,5-二甲基苯硼酸是一种有机化合物，化学式为C8H11BO2。它可由1-溴-3,5-二甲苯、镁和硼酸三甲酯为原料反应制得。它在乙酸铜、乙酸钯催化下偶联，得到3,3',5,5'-四甲基联苯。